# Карл-Йоахім Гюртер
Карл-Йоахім Гюртер (нім. Karl-Joachim Hürter, 21 жовтня 1960) — німецький хокеїст на траві.
Срібний призер Олімпійських Ігор 1984 року.